# 黃琮 (弘治進士)
黃琮（1470年—？），字元質，江西樂安縣人，應天府上元縣匠籍，明朝政治人物。

## 生平
弘治十七年（1504年）甲子科應天府鄉試第十名舉人。弘治十八年（1505年）聯捷乙丑科會試第六十七名，三甲第一百五十名進士。授浙江青田县知县。

## 家族
曾祖黃仲敏；祖父黃伯夷；父黃度浩，母柳氏。慈侍下。